# Mesochorus debilis
Mesochorus debilis là một loài tò vò trong họ Ichneumonidae.